# Снайперская винтовка
Снайперская винтовка — боевая винтовка, конструкция которой обеспечивает повышенную точность стрельбы.
При стрельбе ночью используются ночные прицелы или освещаются сетки оптических прицелов. Снайперские винтовки бывают неавтоматическими (с продольно-скользящим затвором), магазинными (французский 7,5-мм FR-F1, австрийский 7,62-мм SSG-69, британский L96A1 , американский 7,62-мм M24) и самозарядными (советские СВД и ВСС «Винторез», немецкая 7,62-мм G3A2F, китайский 5,8-мм QBU-88, американский 7,62-мм M21). Как правило, высокоточные снайперские винтовки не должны быть самозарядными (полуавтоматическими): колебания от перезарядки во время выстрела снижают точность стрельбы. Очень редко разработчикам удаётся сделать самозарядную винтовку с кучностью, отвечающей предъявляемым требованиям. Тем не менее, есть удачные самозарядки, например, HK PSG1 от Heckler & Koch с роликовым полусвободным затвором. К 2011 году к снайперским винтовкам предъявляется требование к кучности — рассеивание не более 1 угловой минуты (MOA).
Для стрельбы из снайперской винтовки обычно применяются специальные патроны. Основным и практически единственным параметром, характеризующим качество снайперской винтовки, является кучность стрельбы со станка.
Снайперская винтовка — очень деликатное оружие, требующее жёсткого соблюдения регламентных процедур по чистке, смазке и обслуживанию. Даже незначительный на вид или незаметный невооружённым глазом дефект может сильно снизить точность стрельбы. Возможность ведения из неё автоматического огня обычно даже не рассматривается конструкторами, хотя существует вариант СВД, способный стрелять очередями (СВУ-А/СВУ-АС). Также очередями может стрелять ВСС «Винторез» (но только короткими). Однако такой режим ведения огня применяется, как правило, только в экстренных ситуациях.

## История
Самые первые снайперские винтовки были немного больше, чем обычные винтовки, и были предназначены для стрельбы с дальних расстояний. Единичные образцы имели относительно слабый оптический прицел — например, револьверный карабин системы Кольта 1860 года. Лишь в начале Первой мировой войны специально адаптированные снайперские винтовки стали играть важную роль в военных действиях. Германия снабдила охотничьи винтовки оптическими прицелами, чтобы разбивать британские сигнальные лампы и перископы.
Во время Первой мировой войны в качестве снайперских винтовок использовались обычные боевые винтовки, оснащённые оптическим прицелом с двух или трёхкратным увеличением и ложами для стрельбы лёжа или из укрытия. К концу войны обе враждующие стороны специально обучали солдат владению снайперскими винтовками, и снайперы стали играть все более и более важную роль в военных действиях.

## Крупнокалиберные снайперские винтовки
В конце XX века возродился интерес к оружию, сходному по основным принципам с ПТР Второй мировой войны — во многих странах разрабатываются и принимаются на вооружение крупнокалиберные снайперские винтовки. Основным назначением крупнокалиберных винтовок является поражение защищённых целей — автомобилей, прочей легкобронированной техники. С подачи СМИ их ещё называют антиснайперские винтовки, то есть, созданные для уничтожения снайперов противника за счёт того, что дальность стрельбы этих винтовок перекрывает дальность обычных снайперских винтовок под .308 патрон.
Главной трудностью при стрельбе на большие дальности являются ошибки подготовки исходных позиций для стрельбы. Так, для винтовки СВД на дальности 600 метров срединная ошибка по высоте (в определении дальности, равной 10 % дальности[уточнить]) — 63 см, срединная ошибка в боковом направлении (определение скорости бокового ветра, равной 1,5 м/с) — 43 см. Для сравнения, срединное отклонение рассеивания СВД для лучших снайперов для 600 м — по высоте 9,4 см, боковое 8,8 см. Срединное отклонение в 63 см соответствует поперечнику около 4 метров.

## Источник
- ВЭС — М.: Воениздат, 1984. Стр. 131.